# El beso (Hayez)
El beso. Episodio de la juventud, más conocido como El beso, es un óleo sobre lienzo del pintor italiano Francesco Hayez, realizado en 1859 y conservado en la Pinacoteca de Brera, en Milán.La escena, ambientada en un contexto medieval, representa dos jóvenes enamorados que se besan. Por la enorme carga emotiva, la escenografía refinada y el gran valor civil (el lienzo está lleno de matices risorgimentales, que simbolizan el amor patrio y la lucha contra el extranjero), la obra es considerada el manifiesto del arte romántico italiano. Por este motivo, la obra obtuvo un gran éxito popular, tanto que hay varias versiones, todas de Hayez.

## Historia

### Contexto histórico
Tras el Congreso de Viena, Italia - que tenía un papel marginal respecto a las otras potencias europeas - se subdividió en varios estados, todos sujetos al dominio directo o indirecto de los Habsburgo. Esta fragmentación sirvió para la reafirmación de varias sociedades secretas de orientación democrática radical, como los Carbonarios y Joven Italia. A pesar de que estas asociaciones acabaron todas derrotadas, fueron fundamentales a la hora de dar testimonio ante la opinión pública de cimentar una nación italiana en nombre de los ideales de libertad e independencia. El sentimiento italiano fue vivificado por los movimientos de 1848 que, a su vez, dieron lugar a la primera guerra de independencia que, sin embargo, no fue considerada como una victoria. Habría que esperar hasta 1859 para ver el paso definitivo hacia la unificación:los acuerdos secretos de Plombières, estipulados por Napoleón III y Camilo Benso, conde de Cavour, aprobaron la formación de una alianza anti-austriaca que condujo primero a la segunda guerra de la independencia y después a la Expedición de los Mil. El reino de Italia fue proclamado en 1861.
En este marco histórico Francesco Hayez pintó El beso. Consciente de las consecuencias de la guerra, el artista decidió enmascarar los ideales de conspiración y lucha contra el extranjero bajo la representación de hechos pasados: a través de la adopción de esquemas de comunicación ambiguos, opacos, el artista consiguió evadir la censura que imponían las autoridades.

### Historia de la obra
El beso fue encargado a Hayez por el conde Alfonso María Visconti de Saliceto. Hayez era un pintor muy conocido en la Milán de los círculos patrióticos, tanto que fue considerado por Mazzini como el "maestro de la escuela de pintura histórica que el ideario nacional reclamaba en Italia". Esto hace que no resulte sorprendente que Visconti le encargara de plasmar en un lienzo las esperanzas asociadas a la alianza entre Francia y el reino de Cerdeña.
La obra, terminada en 1859 y presentada en Milán el 9 de septiembre del mismo año, decoró la lujosa residencia de Alfonso María Visconti durante más de 25 años. En 1886, un año antes de la muerte del conde, éste donó la obra a la Pinacoteca de Brera, donde actualmente se expone en la sala XXXVIII.